# Assemblage (bois)
Pour les articles homonymes, voir assemblage.

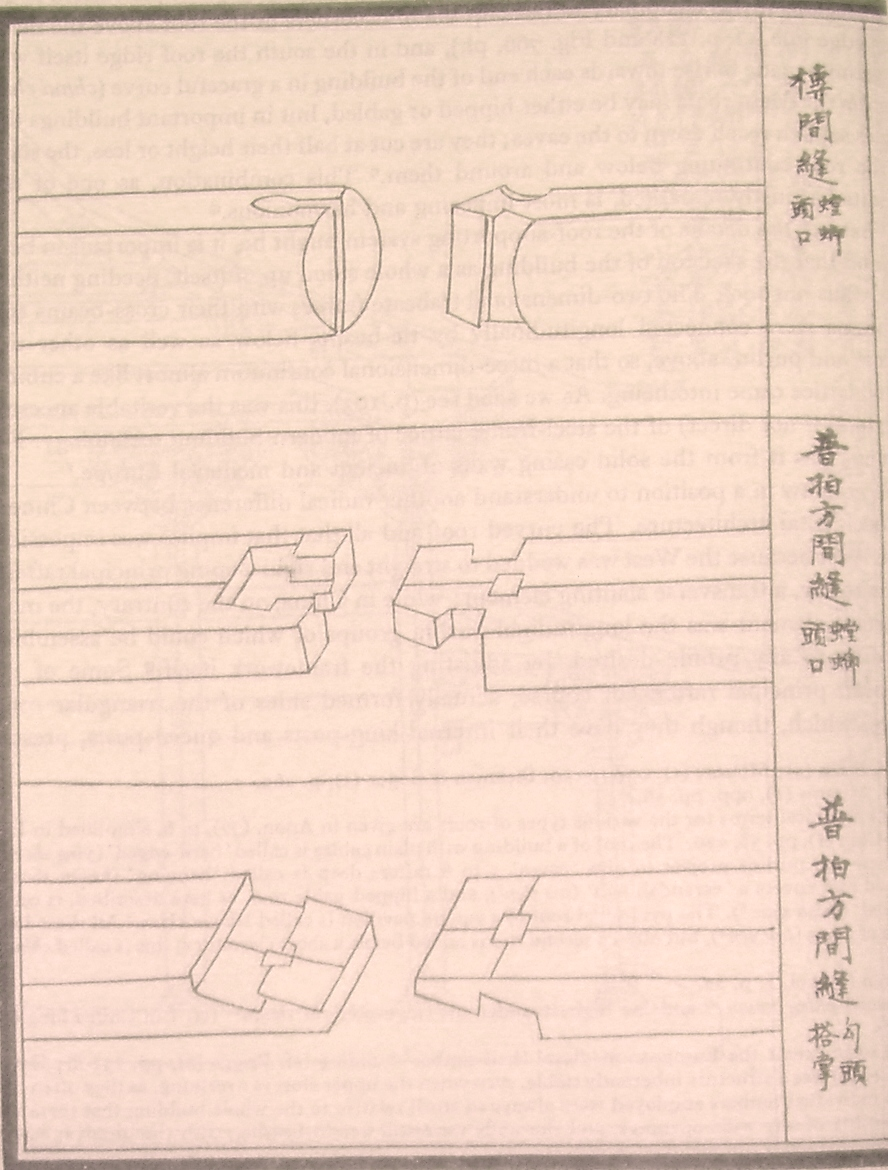
Yingzao Fashi, assemblages en bout complexes. Dynastie Song

Un assemblage de bois désigne l'union et la jonction de deux ou de plus de parties ensemble,. Les métiers du bois distinguent différents types d'assemblage qui sont détaillés ici.

## Menuiserie et charpente
Il y a trois sortes d'assemblages plus spécialement connus dans les arts du menuisier et du charpentier: l'assemblage en bout, de bout ou de rallonge, l'assemblage chant sur chant et l'assemblage angulaire. Chacune de ces trois manières d'assemblage se subdivise en assemblages entre pièces d'épaisseurs égales et pièces d'épaisseurs différentes.
- Les assemblages en bout sont employés pour rallonger les pièces de bois; les charpentiers en faisaient un usage plus fréquent que les menuisiers. Les plus connus de ces assemblages sont les assemblages en sifflet et « en traits de Jupiter »[3].
- Les assemblages de champ[3] ou assemblages chant sur chant[4] ont lieu pour élargir les pièces pour obtenir par leur réunion des largeurs qu'on ne pourrait avoir d'un seul morceau. Le plus connu de ces assemblages est l'Assemblage à rainure et languette[3].
- Les assemblages angulaires ou assemblages en angle (ou assemblage sur chant, en anglais angle joint ou corner joint), sont l'assemblage de deux pièces de bois formant entre elles un angle quelconque; les principaux se forment par la réunion des deux pièces un angle droit (on disait autrefois « carrément »)[3], utilisés aussi pour la réalisation de tiroirs ou pour tout ouvrage d'assemblage ayant une forme rectangulaire[5]. Nombreux[3][Quoi ?]. Un assemblage en angle à plat-joint (en anglais butt joint) est un type d'assemblage en angle dans lequel deux membrures d'un matériau quelconque sont jointifs par leurs extrémités, sans aucune mise en forme particulière, sans aucun embrèvement (à plat-joint).

Les assemblages comportent un embrèvement (l'une des pièces possède une languette ou un tenon destinés à s'emmancher dans une rainure ou une mortaise sur l'autre pièce) ou sont assemblage à plat-joint de diverses manières (collage, clouage, vissage, clé à queue d'aronde, chevillage, etc.).
La menuiserie et la charpenterie emploient les assemblages suivants :
| Nom                                                                                                  | Description | Usage | Illustration |
| --- | --- | --- | ------------ |
| Assemblage en about                                                                                  | Assemblage dont le tenon dépasse un peu, ou point du tout, le bout de la pièce, et qui est coupé en onglet, de manière qu'étant ajusté dans sa mortaise, les deux pièces forment un angle aigu.                                            | Charpente |              |
| Assemblage en adent                                                                                  | Assemblage en travers de deux pièces l'une sur l'autre, celle du dessus ayant une partie saillante qui s'emboîte dans une rainure pratiquée dans la largeur de la pièce du dessous.                                                        | Menuiserie |              |
| Assemblage à entaille                                                                                | Ce travail consiste à faire un ravalement dans l’épaisseur de deux pièces de bois d'une largeur égale à celle de chaque pièce, de manière qu'elles puissent entrer à plat l'une dans l'autre.                                              | Menuiserie, particulièrement pour les tringles de tenture. |              |
| Assemblage à embrèvement                                                                             | Assemblage où une des pièces possède la languette ou le tenon destiné à s'emmancher dans la rainure ou la mortaise de l'autre pièce. | Il a lieu pour assembler le panneau d'un lambris ou d'une porte dans le bâti lorsque le panneau est en saillie sur le bâti. On en fait aussi usage pour les cadres des portes. |              |
| Assemblage à enfourchement simple et double                                                          | | Assemblage qui se fait plus particulièrement pour assembler la pièce d'appui et les traverses du haut d'une fenêtre avec les montants du châssis et du dormant. |              |
| Enture digiforme                                                                                     | Assemblage en bout | L'enture digiforme ou enture dentelée droite est l'assemblage en bois habituellement utilisé pour obtenir un bois abouté. Le bois abouté ou bois à entures multiples (appelé aussi bois jointé) est un bois d'ingénierie fabriqué à partir de courtes pièces de bois sec dont les extrémités sont emboîtées et collées les unes aux autres à l'aide d'un adhésif hydrofuge, afin de former une pièce de bois unique et plus longue.                                                  |              |
| Assemblage à gueule de loup ou à barbe                                                               | Assemblage qui se fait par entaille à l'about d'un arbalétrier de brisis, d'un étai ou d'un chevron de lucarne. | Charpente |              |
| Assemblage à mi-bois                                                                                 | Assemblage de charpente entre deux pièces de bois qui se chevauchent, la section de chaque pièce étant réduite de moitié au droit de l'intersection pour laisser passer l'autre, ce qui permet de conserver la continuité des deux pièces. | Charpente |              |
| Assemblage en moisement                                                                              | Assemblage constitué de deux pièces jumelles, appelées moises, qui en enserrent une troisième pour la solidariser. | Charpente |              |
| Assemblage à mors d'âne                                                                              | Espèce d'entaille oblique faite à l'about de deux pièces : on en fait usage pour des solives ou pour des empanons. | Charpente |              |
| Assemblage à onglet et à double languette                                                            | | Se fait ordinairement pour cacher l'épaisseur de deux battants ou champs qui sont joints en retour d'équerre. |              |
| Assemblage d'ouvrage                                                                                 | On entend par ce terme toute menuiserie composée de plusieurs pièces assemblées à tenons et mortaises, et qui renferment des panneaux qui y sont embrevés.                                                                                 | Menuiserie |              |
| Assemblage à paume et à repos                                                                        | Assemblage qu'on fait par entailles pour revêtir une pièce en sous-œuvre, telle qu'un chevêtre. | Charpente |              |
| Assemblage à paume grasse                                                                            | Nom d'une coupe oblique que l'on fait dans le bout d'un chevron qui pose sur un autre. | Charpente |              |
| Assemblage à plat joint                                                                              | Jonction de deux pièces par simple juxtaposition, sans embrèvement. Il peut désigner un assemblage chant sur chant ou il peut aussi concerner des assemblages en angle appelés assemblages en angle à plat-joint                           | |              |
| Assemblage en angle à plat-joint                                                                     | Assemblage en angleà plat-joint | Menuiserie |              |
| Assemblage à queue d'aronde                                                                          | Assemblage en anglepar embrèvement, à queue d'aronde. | Assemblage pour les encadrements des tiroirs, ou l'assemblage des angles des réservoirs, caisses, coffres, etc. |              |
| Assemblage à queue droite                                                                            | Assemblage en anglepar embrèvement | Assemblage pour les encadrements des tiroirs. |              |
| Assemblage à rainure et languette                                                                    | Assemblage chant sur chantpar embrèvement | Assemblage qui sert à joindre des planches les unes à côté des autres pour une cloison, un plancher, une porte pleine, un panneau, etc. Assemblage à rainure et languette et avec clef : assemblage pour les portes pleines en chêne et autres parties de menuiserie unie, comme cloisons, revêtements auxquels on veut donner plus de solidité |              |
| Assemblage à tenon et à double onglet                                                                | C'est ainsi que l'on assemble les traverses intérieures des lambris ou portes qui ont des moulures sur les deux rives. | Menuiserie |              |
| Assemblage avec tenon à paume                                                                        | Assemblage dont le tenon porte un épaulement dessous, et qui est coupé obliquement à son extrémité. | Charpente |              |
| Assemblage avec tenon en mors d'âne                                                                  | Assemblage dont le tenon porte une espèce de renfort, et qu'on fait au bout d'une solive. | Charpente |              |
| Assemblage avec tenon à chaperon ou à barbe                                                          | Assemblage dont le tenon porte un épaulement oblique et prolongé : cet assemblage a lieu lorsqu'il se trouve un flache dans la pièce au droit de la mortaise.                                                                              | Charpente |              |
| Assemblage à tenon et mortaise                                                                       | Assemblage consistant à encastrer l'extrémité d'une pièce de bois, le tenon, dans l'épaisseur d'une autre pièce, dans une cavité appelée mortaise.                                                                                         | Assemblage en usage pour assembler les montants et traverses de toutes les espèces de bâtis, huisseries, solives et autres petits bois qu'on emploie dans les planchers, cloisons, pans de bois, etc. |              |
| Assemblage à tenon et à onglet                                                                       | | Assemblage pour toutes les espèces de chambranles, pour des battants et traverses ravalés de moulures, ainsi que pour les emboîtures encadrant des dessus de tables et autres meubles, et pour des frises de foyer et autres. |              |
| Assemblage à double tenon et à enfourchement, avec un arasement carré d'un côté et onglet de l'autre | | Cet assemblage se fait aux traverses de portes à cadre qui ont d'un côté des moulures, et qui, de l'autre, sont sans moulure. |              |
| Assemblage en flûte ou à sifflet                                                                     | Assemblage en bout | Il a lieu, de même que l'assemblage à trait de Jupiter, pour enter ou allonger des battants qu'on amincit à contre-sens, afin qu'étant unis ils ne semblent faire qu'une même pièce, ce qui le rend plus propre que celui à trait de Jupiter, au moyen de ce qu'on ne fait point usage de clefs. |              |
| Assemblage à trait de Jupiter                                                                        | Assemblage en bout. | Cet assemblage est utilisé lorsqu'il faut allonger des poutres, des battants de chambranle, de dormant et de châssis de fenêtre ; enfin de tous battants ou bâtis dont la diminution est plus grande que n'est la longueur ordinaire des bois destinés à la menuiserie. On fait aussi le même assemblage pour des champs d'archivolte d'autres parties de menuiserie cintrées sur le plat, qu'il faut faire de plusieurs courbes, afin de trancher le moins possible le fil du bois. |              |
| Soudage du bois                                                                                      | Le bois est soudé par friction et compression. | Pièce plane en menuiserie d'intérieur |              |